# マックス・ラインハルト
マックス・ラインハルト（Max Reinhardt、1873年9月9日 - 1943年10月31日）は、アメリカ合衆国やドイツで活躍したユダヤ系オーストリア人の俳優、舞台監督、映画監督、芸術総監督、舞台演出家、オペラ演出家、プロデューサー、劇場創設者。
出生名をマクシミリアン・ゴルトマン（Maximilian Goldmann）といい、1873年9月9日にニーダーエスターライヒ州のバーデンで生まれ、1943年10月31日に亡命先のニューヨークで死去。
1920年8月22日にフーゴ・フォン・ホーフマンスタール作の演劇『イェーダーマン』を上演してザルツブルク音楽祭を創設。
回転舞台のドラマチックな使用、プラスチック製の装飾品、補助として固定されたサイドタワーや階段の使用、奥行きのある円形の地平線、間接照明、観客席にまで伸びた舞台やアリーナステージでの演技、大勢の出演者による演出や室内劇のコンセプトを通じて、ラインハルトは演劇芸術を刷新する広範で大きな衝撃をもたらした。

## 生涯

### 出自と教育
ラインハルトの両親はハンガリー生まれのユダヤ人商人ヴィルヘルム・ゴルトマンとその妻ローザ（旧姓ヴェングラフ）であった。ヴィルヘルム・ゴルトマンの最初の会社は、1873年9月9日、ウィーン近郊のバーデンで家族が夏を過ごし、マックスが生まれたとき、1873年恐慌で倒産した。
中等学校・高等学校を卒業後、「無口でとても内気な少年」として知られていた彼は、まず銀行の見習いをすると同時に、ブルク劇場のエキストラであるルドルフ・ペラクの演技のレッスンを受けた。マックス・ゴルトマンは1890年4月、ウィーンのマッツラインスドルフにある私設劇場「フュルストリヒ・スルコフスキー私立劇場」でデビューした。この時、彼はラインハルトという舞台名を名乗り、1904年には、家族全員の名前がゴルトマンからラインハルトに変更された。テオドール・シュトルムの小説『みずうみ』に登場する老ラインハルトが名前のモデルだと言われている。
ラインハルトは若い俳優であったときも、老人を演じるのが好きだったという。「私は長い白いひげの裏側に自分の内気を隠すことができた」。ラインハルトは最初の公演の後、元ザクセン王国の宮廷俳優でウィーン音楽院教授のエミール・ビュルデのもとで個人レッスンを受けた。郊外の劇場、ルドルフスハイムのフォルクステアターで初の専属契約を結んだ。ウィーン以外では、ラインハルトは1893年9月にザルツブルク市立劇場に初登場し、1シーズンで49種類の役を演じた。1894年、ベルリン・ドイツ劇場の首席演出家オットー・ブラームは、ルドルフスハイムのラインハルトを見て、ベルリンでの契約を申し出た。

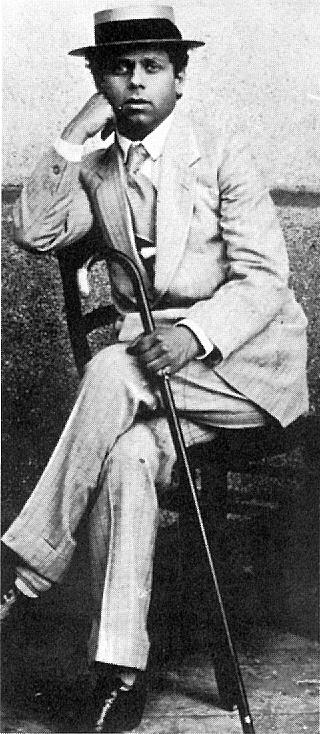
マックス・ラインハルト

### ラインハルト劇場
1902年から1933年のナチス政権発足まで、マックス・ラインハルトは演出家として様々な舞台で活躍し、自ら劇場を設立し、特にベルリンではラインハルト劇場を中心に本格的な「劇場帝国」を築き上げ「帝王」と呼ばれた。兄のエドムント（1871-1929）は、インプレサリオ兼経営者として彼を支えた。ラインハルトは、パワフルな演出と、舞台美術、言語、音楽、ダンスの相互作用を目指した演出で、ドイツ語圏の演劇に新たな次元を切り開いた。
1902年、フリードリヒ・カイスラーとともにベルリンのカバレット「シャル・ウント・ラウフ（Schall und Rauch：響きと煙）」を買収する（後に小劇場となる）。
1903年にはノイエ劇場の監督となり、『サロメ』（ワイルド）、『どん底』（ゴーリキー）、『エレクトラ』（ホーフマンスタール）、『幽霊』（イプセン）などを上演した。1905年には1895年から俳優として活動していたラインハルトがドイツ劇場の経営を引き継ぎ、1906年には買収。ドイツ劇場の監督となった。同年、ラインハルトは1850年にF.W.ダイヒマンによって隣地に建設された広間を、ヴィリアム・ミュラーに改装させ、同年に「カンマーシュピーレ（室内劇場）」としてオープンした。当時のドラマチックなモダニズムを、よりプライベートな雰囲気の中で、より多くの人に知ってもらうことを目的とした。カンマーシュピーレのロビーを飾るために、エドヴァルド・ムンクはラインハルト・フリーズを制作したが、これはいわゆるライフフリーズのバリエーションで、12点の絵画で構成されていた。ドイツ劇場でオッフェンバック作曲の『地獄のオルフェ（天国と地獄）』を上演した際には、クレンペラーが指揮した。
ラインハルトは1910年に女優のエルゼ・ハイムス（1878-1958）と結婚し、ヴォルフガング・ラインハルトとゴットフリート・ラインハルトの2人の息子をもうけた。二人の息子はハリウッドで映画プロデューサーになった。1911年から1921年までラインハルトはマグナスーハウスに住んでいた。
1911年にはベルリン・ツィクルス・シューマンでフーゴ・フォン・ホフマンスタールの『イェーダーマン』世界初演を演出し、ドレスデンのゼンパー・オーパーではエルンスト・フォン・シューフと契約していたリヒャルト・シュトラウス『ばらの騎士』世界初演を演出した。同じく1911年12月23日、ラインハルトはロンドンのオリンピアホールでカール・グスタフ・フォルメラー『奇跡（Das Mirakel）』を上演した。これらの作品でヨーロッパやアメリカでの国際的な名声を集めた。また、ラインハルトは『ばらの騎士』で歌手に演技を要求したことで、近代音楽劇（Musiktheater）の先駆者となった。
1918年4月には、18世紀のザルツブルクの宮殿、シュロス・レオポルトスクロンを買収した。大広間、当時を象徴する階段、40の部屋、広大な公園があり、老朽化が進んでいた。ラインハルトは宮殿の階段、大広間、大理石の広間を改修した。宮殿の公園には小さなガーデン劇場ができた。ラインハルトは、彼の宮殿で演劇作品を上演し、観客を部屋から部屋へと移動させた。レオポルトスクロン宮殿は、作家、演出家、作曲家、俳優の重要な社交の場となった。
ラインハルトは、第一次世界大戦後間もない時期に、ベルリンの劇場での優位性を主張することが困難になっていることに気がついた。ベルリン国立劇場の新館長にレオポルト・イェスナーが就任し、ゲンダーメンマルクト（ベルリン国立劇場が立地する場所）で最初の成功が祝われた。一方でラインハルトは記念碑的なプロジェクトである大演劇場（Großes Schauspielhaus、第二次大戦後、フリードリヒシュタット＝パラストに改称）で期待に応えることができなかった。ラインハルトはザルツブルクに移住。そこで、フーゴ・フォン・ホフマンスタールらとともにザルツブルク音楽祭を創設することになる。ラインハルトはベルリンでの劇場の経営を断念し、1920年10月、彼はベルリン・ドイツ劇場を離れ、劇場の経営は彼の側近であるフェリックス・ホレンダーに引き継ぐことを発表した。
後継者の下でベルリンの舞台が経済的に困難な状況になると、ラインハルトは1924年から再びベルリンでの存在感を強めていく。1929年、作曲家コルンゴルトの協力を得てヨハン・シュトラウス2世の喜歌劇『こうもり』をベルリンでミュージカルとして上演。1932年、オッフェンバック作曲の歌劇『ホフマン物語』をベルリンで上演。この公演をベルメールが観たことが、彼が人形をつくるきっかけとなった。しかし同年、彼はベルリンの劇団の経営を永久に諦めた。同年、ハインリッヒ・フォン・クライスト『ホンブルクの公子フリードリヒ』のラジオ劇をドイツ帝国放送協会のために演出した。ナチスは1933年の権力掌握後、当初は「名誉アーリア人」として彼を引き留めようとしたが、彼はオーストリア、フランス、アメリカに活動の場を移し、客演や、シェイクスピア『真夏の夜の夢』（1935年）の映画監督などを行った。この映画は、作曲家のメンデルスゾーンと監督のラインハルトがユダヤ人であるという理由でドイツでは上演されなかった。
1935年に有名なウィーンの演技派女優ヘレネ・ティミッヒ（1889-1974）と再婚。彼女の父ヒューゴ・ティミッヒは俳優で、ウィーンのブルク劇場の演出家を務めたこともある。弟のヘルマン・ティミッヒとハンス・ティミッヒも生涯にわたって俳優や演出家として活躍している。
1937年、アメリカでヴェルフェル台本、ヴァイル作曲の聖書劇『永遠の道（The Eternal Road）』世界初演を演出している。

### アメリカへの亡命
1937年10月、オーストリアでの反ユダヤ主義の高まりとナチス・ドイツでのユダヤ人迫害のため、ラインハルトは妻とともにアメリカに亡命した。亡命後、彼はヒトラー政府当局に手紙を書いた。「最終的にドイツ劇場から離れるという決断は、当然ながら私には容易ではない。この決断で、私は37年間の仕事の成果を失うだけでなく、さらには私が生涯をかけて築き上げ、私自身が成長してきた大地を失うことになる。私は故郷の家を亡くした」
ラインハルトは最初にハリウッドで活動し、演劇と映画のアカデミーを設立した。彼が所有していたザルツブルクの財産であるシュロス・レオポルトスクロンが1938年4月に収用されたことを報道で知った。1940年にはアメリカの市民権を得た。1941年、妻とともにニューヨークに移住。彼は、ナチスドイツをからの解放を計画する「オーストリア大隊」に参加するようにという、オーストリアの著名な移民たちの呼びかけに署名した。
1943年10月31日、マックス・ラインハルトは70歳の誕生日から2か月足らず後に、ニューヨークのホテルで、犬に噛まれたことによる数回の脳卒中が原因で亡くなった。
ラインハルトは、ニューヨーク州ウェストチェスター郡ヘイスティングス・オン・ハドソンにあるユダヤ人墓地の小さな霊廟の地下室に埋葬されている。遺族は、ニューヨーク州に埋葬することは第二次世界大戦が終わるまでの「一時的な解決策」に過ぎないと考えていたが、ラインハルトが生前に「二度とドイツやオーストリアには立ち入らない」と決意を示していたことから、遺族はその意を汲んでこの埋葬場所に残したという。
2015年11月18日、ベルリンのフリードリッヒシュタット＝パラストは、劇場の創設者であるマックス・ラインハルト、ハンス・ペルツィヒ、エリック・シャレルに捧げられた記念碑をフリードリヒシュトラーセ107に開館した。

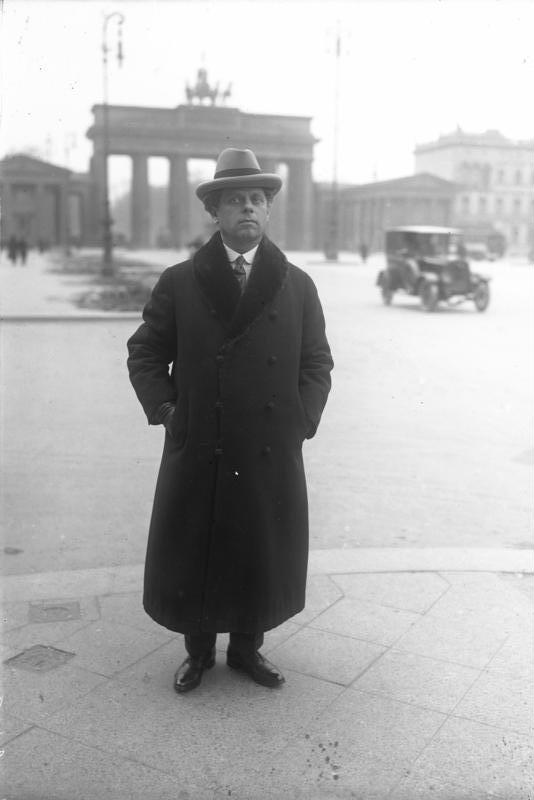
ベルリンでのマックス・ラインハルト 1930年

## 活動の重要拠点

### ベルリン
1901年には、ベルリンのカバレット（キャバレー）劇場「ウーバーブレットル（Uberbrettl）」から発展した「シャル・ウント・ラウフ（響きと煙）」（後の「小劇場ウンター・デン・リンデン（Kleine Theater Unter den Linden）」）の共同創設者となった。1902年から1905年まで、彼はノイエ劇場（後のシフバウエルダム劇場（Theater am Schiffbauerdamm））とともにその経営を引き継いだ。
1905年10月、伝統的なドイツ語による劇場であったベルリンのシューマン通りにあるドイツ劇場を引き継いだ。「オットー・ブラームの無意味な文芸劇場は、もはや時代遅れだ。自然主義的な様式に頼った者は、様式破壊者であるラインハルトによって限界まで追い込まれる。そして家主であるアドルフ・ラロンゲとともにレッシング劇場に押し込まれるのだ（後略）」。同じ月には、若者たちのための、ドイツ劇場の演技学校を開設した。「金鉱石からできる工芸品を教える」とともに「金鉱石が必ずしも金ではないという考えを広める」ことを目的とした。ラインハルトはドイツ劇場の隣の建物に「カンマーシュピーレ（室内劇場）」を設立した。
1915年から1918年まで、ベルリン民衆舞台（Volksbühne Berlin）の芸術総監督も務めた。
1919年、ベルリンの大演劇場は、ハンス・ペルツィヒの設計により、かつてのサーカス・レンツ、後のサーカス・シューマンから建設された。友人であるカール・グスタフ・フォルメラーの援助と支援に感謝して、ラインハルトが演出したアイスキュロスの『オレステイア』の翻案がオープニングで上演された。ラインハルトは1920年まで大演劇劇場を指揮し、大規模なエキストラの合唱隊や精巧な舞台装置を用いたマス演出の新しいスタイルを取り入れた 。この形式の演劇劇場で、彼は国際的に有名になった。しかし、大演劇場は、同じ作品の繰り返しだったため「サーカス・ラインハルト」とも揶揄されていた。
1924年にクアフュアシュテンダム・コメディー（Theater am Kurfürstendamm）を設立し、ベルトルト・ブレヒトとカール・ツックマイヤーをドイツ劇場の劇作家として雇い、1930年まで指揮を執った。

### ザルツブルク
1920年、作家のフーゴ・フォン・ホフマンスタール、作曲家のリヒャルト・シュトラウス、舞台美術家のアルフレート・ロラー、ウィーン国立歌劇場監督のフランツ・シャルクと共同でザルツブルク音楽祭を創設した。初演は1920年8月22日、大聖堂広場で行われたホフマンスタールの『イェーダーマン』。ラインハルトは18年間ザルツブルク音楽祭を指揮した。1937年にはゲーテの『ファウスト』を最後に演出し、クレメンス・ホルツマイスターは彼のために有名なファウスト・シュタットをフェルゼンライトシューレの中に建設した。
1938年3月のオーストリア併合「アンシュルス」の後、1938年4月30日、ザルツブルクのレジデンツ広場で行われた焚書式では、ジークフリート・ヤコプゾーンによるマックス・ラインハルトの単行本も燃やされた。「火が侮辱と不名誉を焼き尽くしますように。私たちのドイツの街に起こったことは、この害虫がやったことです。自由とドイツがモーツァルトの街にあらんことを！」

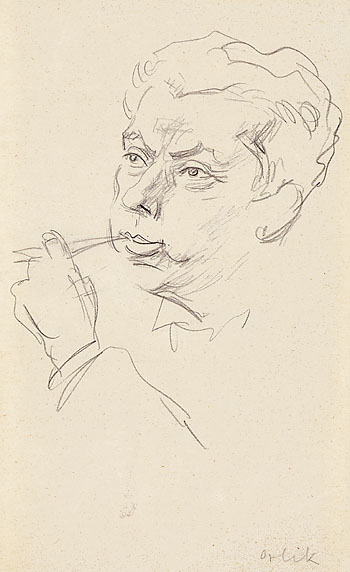
エミール・オルリックによって描かれたマックス・ラインハルト

### ウィーン
1924年4月1日から1933年までの間ーしたがって、一部はドイツ劇場と一緒にーラインハルトはウィーンのヨーゼフシュタット劇場を経営していた。19世紀初頭に建てられたヨーゼフシュタット劇場は、1923年から1924年にかけて、ラインハルトが主導してヴェネツィアのフェニーチェ劇場の様式で再建された。
ラインハルトが率いる華麗な劇団はすぐに国際的に有名になり、俳優の多くは映画に出演して成功することができた。メンバーには、ハンス・アルバース、アルベルト・バッサーマン、エルゼ・バッサーマン、ヘルベルト・ベルクホフ、テオドール・ダネッガー、リリ・ダルファス、フィルマ・デギッシャー、エルンスト・ドイッチュ、 ヴィルヘルム・ディータレ、ティラ・デュリュー、ルシー・エングリッシュ、O・W・フィッシャー、エゴン・フリーデル、ルドルフ・フォースター、アドリーネ・ゲスナー、ケーテ・ゴルト、マルテ・ハレル、パウル・ハルトマン、マリア・ホルスト、オスカー・ホモルカ、アッティラ・ヘルビガー、グスティ・フーバー、ハンス・ヤライ、オスカー・カールヴァイス、フリッツ・コルトナー、ヒルデ・クラール、フレッド・リーヴェール、ピーター・ローレ、クリストル・マーダイン、アレグザンダー・モイッシ、ハンス・モーザー、エーリヒ・ニコヴィッツ、ハンス・オルデン、マックス・パウルセン、オットー・プレミンジャー、ルイーゼ・ライナー、ホルテンセ・ラキー、リヒャルト・ロマノフスキー、アニー・ローザー、マリアンネ・シェナウーアー、オスカー・シマ、カミラ・スピラ、ハンス・ティミッヒ、ヨハンナ・ターヴィン＝モイッシ、ヘレネ・ティミッヒ、ヘルマン・ティミッヒ、ヒューゴ・ティミッヒ、ヤーネ・ティルデン、グスタフ・ヴァルダウ、ギゼラ・ヴェルベツィルク、パウラ・ヴェッセリー、リナ・ヴォイヴォーデなどがいる。 ヴェルナー・クラウスは、1924年のヨーゼフシュタット劇場の劇団の創設者の1人であるが、この劇場には出演していない。
1924年4月1日、再オープンのために、ラインハルトが演出したカルロ・ゴルドーニによる『二人の主人を一度にもつと』が上演された。続いてラインハルトが制作したのは、4月9日にフリードリヒ・シラー（舞台美術・衣裳：アルフレート・ロラー）の『たくらみと恋』。最後に、4月16日にはラインハルトの新作フーゴ・フォン・ホーフマンスタール『気むずかしい男』（舞台美術：オスカー・シュトルナート）が上演された。監督として彼が演出した作品には、他に以下のものがある。
- ペドロ・カルデロン・デ・ラ・バルカ『レプラコーン』1924年5月3日
- ウィリアム・シェイクスピア『ベニスの商人』1924年5月26日
- エティエンヌ・レイ（Étienne Rey）『美しい女性たち（Schöne Frauen）』1924年10月14日
- ウィリアム・シェイクスピア『真夏の夜の夢』1925年2月4日
- ウィリアム・シェイクスピア『リア王』1925年3月13日[19]
- ジョン・ゴールズワージー『会社（Gesellschaft）』1925年4月8日
- フランツ・ヴェルフェル『ユアレツとマクシミリアン（Juarez and Maximilian）1925年5月26日
- モルナール・フェレンツ『リビエラ』1925年12月23日
- エドゥアール・ブールデ『囚人（La Prisonnière）1926年5月21日
- ゲアハルト・ハウプトマン『ドロテア・アンガーマン（Dorothea Angermann）』世界初演 1926年11月20日
- サマセット・モーム『ヴィクトリア（Viktoria）』1926年11月27日
- トリスタン・ベルナール『良き同志（Der gute Kamerad）』1927年5月11日
- フランティシェク・ランガー『周辺（Peripherie）』1927年6月1日
- レフ・トルストイ『生ける屍』1928年10月31日
- ヴァッタース＝ホプキンス（Watters-Hopkins）『アーティスト（Artisten）』1928年11月28日
- ジョージ・バーナード・ショー『アメリカの皇帝（Der Kaiser von Amerika）』1930年1月11日
- エドゥアール・ブールデ『弱いセックス（Le Sexe faible）』1931年5月8日
- ウィリアム・シェイクスピア『十二夜』1931年11月11日
- ジャック・デヴァル（Jacques Deval）『マドモワゼル（Mademoiselle）』1932年6月10日

ラインハルトの提案で、1929年にウィーンに「マックス・ラインハルト・ゼミナール」が設立された。
ラインハルトのように、1933年以降にドイツでの活動が認められず、ウィーンに移り住んだ芸術家たちも、劇場の俳優の仲間入りをした。ラインハルトが1933年に任期が終了した後は、1935年までオットー・プレミンジャーが後任として指揮を執った。
- ヨハン・ヴォルフガング・フォンゲーテ『ファウスト 第一部』1933年9月4日
- ジャン・コクトー『最愛の声（Die geliebte Stimme）』 とサシャ・ギトリ『夢を見ましょう（Wir wollen träumen）』1934年2月21日
- ルイージ・ピランデルロ『作者を探す六人の登場人物』1934年3月6日
- フリードリヒ・フォン・シラー『マリア・シュトゥーアルト（Maria Stuart）』1934年3月22日

1935年からラインハルトはアメリカへの移住を準備した。エルンスト・ローターの監督時代（1935年 - 1938年）には、ラインハルトが再びフランツ・ヴェルフェル『イン・アイナー・ナハト（In einer Nacht）』（1937年10月5日）を演出した。これがラインハルトのヨーロッパでの最後の作品となった。

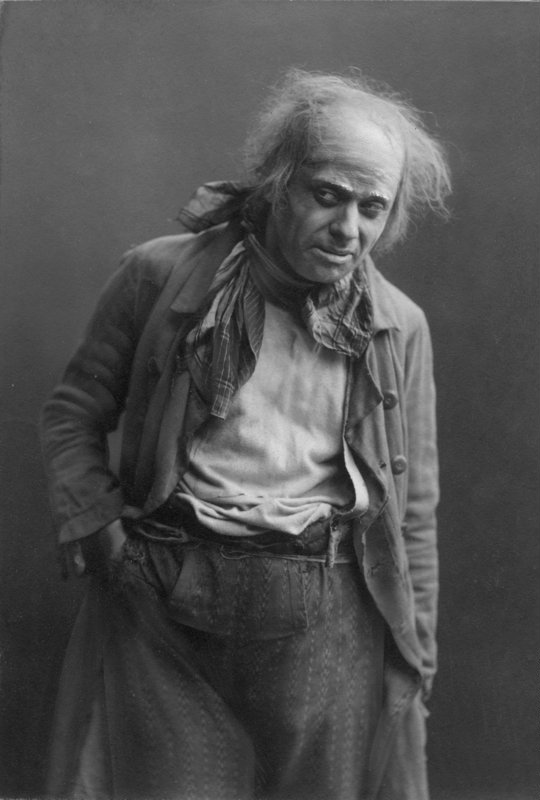
「織工」を演じるマックス・ラインハルト

### USA
ラインハルトは、アメリカでの初めての客演以来、アメリカの劇場で苦労していた。それは「アメリカ人」が特に「センセーショナルな劇やセンチメンタルでキッチュなラブストーリー」を好んだからであった。彼は「一日が終われば自分の重荷を忘れて、口と鼻を開けて笑うか泣くかしたいと思った。彼は人生を必要としていた。なぜなら、彼はまだ子供であるか、せめて“ビジネス”の外にいたかったのだ。そして”人生”を、今まで全く経験したことのないような衝撃的あるいは甘美なものと想像していた」。ラインハルトがアメリカの個々の作品の長い上演時間に魅了されたのと同じくらい、「文化に根差している」ものの代表であるヨーロッパの劇場の雰囲気、俳優、そして観客が学ぶことのできる素材を備えた劇場のアンサンブルと比べ、アメリカの劇場は奇妙な存在であり続けた。
1937年、彼はハリウッドに舞台・映画・ラジオのためのマックス・ラインハルト・ワークショップを開設した。適切な校舎が見つからなかったため、授業の開始は1938年6月まで遅れた。最終的にはハリウッドのサンセット大通りにあるコロンビア放送システムビルに移転した。妻のヘレネ・ティミッヒが、マックス・ラインハルト・ワークショップの講師兼ディレクターも務めた。
1941年にラインハルトがワークショップへの積極的な参加を辞めた後、夫婦はニューヨークに移住した。ラインハルトは常に活動の場をニューヨークに移したいと考えていたが、それは「今まで積み重ねてきた仕事との継続性」を確保するのに最適だと考えていたからである。彼の目的は「演劇制作の商業的メカニズムを打破するために、彼の眼には違法だと見える“預かりものの劇場”を、芸術的な関心によって成り立つ舞台と対比させ、恒久的な劇団と長期的に計画された厳しいレパートリーへと移行させていくことであった。（後略）」
- フリードリヒ・フレスカ『スムルン（Sumurun (パントマイム)）」 (1912) – リーダー、ベルリン・ドイツ劇場ニューヨークツアー
- カール・グスタフ・フォルメラー『奇跡（The Miracle）』1924年 – 共同脚本・演出
- ウィリアム・シェイクスピア『夏の夜の夢(revival)』1927年 – 演出
- フーゴ・フォン・ホーフマンスタール『イェーダーマン』1927年 – 共同演出
- フランティシェク・ランガー『周辺（Peripherie）』1928年 – 脚本
- レフ・トルストイ『生ける屍(revival) (1928)』 – 演出
- フランツ・ヴェルフェル台本、クルト・ヴァイル作曲の聖書劇『永遠の道（The Eternal Road）』世界初演 – 演出
- ソーントン・ワイルダー『The Merchant of Yonkers』1938 - 1939年 - 演出, 後に『The Matchmaker』にリライトされる。
- ヨハン・シュトラウスII『Rosalinda（“こうもり”より）』1942 - 1944年 - プロダクション・スーパーヴァイザー
- アーウィン・ショー『Sons and Soldiers』1943年 – プロデュース・演出

## 資料
大部分はビンガムトン大学（ニューヨーク）の特別コレクションに保管されている。ザルツブルクには、マックス・ラインハルト研究所が作られ、現在ではザルツブルク音楽祭のアーカイブに付属しており、ビンガムトンからの資料も多くコピーとして入手できるようになっている。その他の部分は、ウィーン演劇博物館に保管されている。

## 演劇・映画史における意義

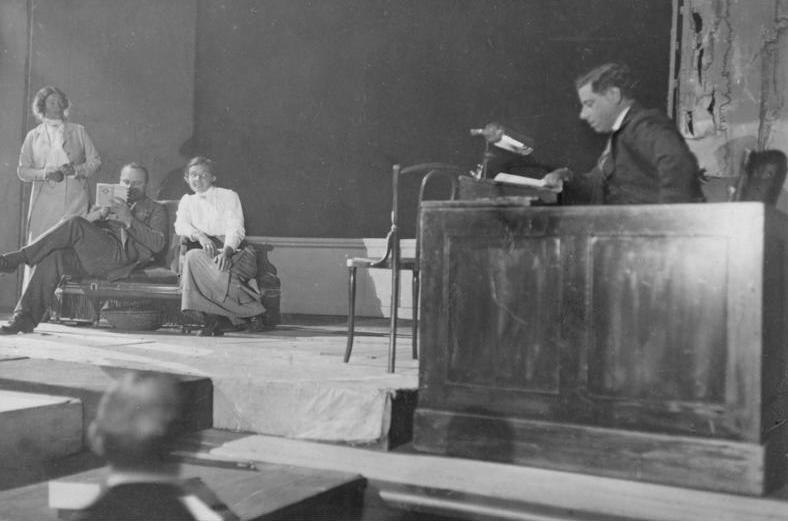
マックス・ラインハルト、エルゼ・ハイムス、エドゥアルト・フォン・ヴィンターシュタイン、レオポルディーネ・コンスタンティン（右から）トルクワト・タッソー（ゲーテ）のリハーサル 1913年

### 演劇の美学
19世紀の自然主義的な演劇とは対照的に、若きラインハルトは、1901年に後の劇作家アルトゥール・カーネとの会話の中で、すでに祝祭的で豪華な演劇を信じていることを宣言している「私が考えているのは、人々に再び喜びを与える演劇です。それは、日常の灰色の不幸から、自分自身を超えて、静謐で純粋な美の空気へと彼らを導く。劇場の中で、人々が何度も何度も自分の不幸を見つけることに疲れていることを感じ、明るい色やより長い人生に憧れる気持ちを感じます」。
ラインハルトの演劇の中心にあったのは、演技の芸術と俳優の人格であり、そこから演劇の芸術全体が出発点となることを1924年に彼は強調している「俳優は演劇作家であると同時に、自分のイメージで世界を創造する力を持っていて、それによってドラマを人生の最高の形に呼び覚ます力を持っていますーシェイクスピアやモリエールのように。演劇に関係するものは誰でも役者になればいい。演技の練習をしているかどうかは 二の次の問題だ」。したがって、ラインハルトの理想は、作家と俳優の間の媒介者としての演出家を必要としない演劇を目指していた。それでも演出家が必要とされたのは、舞台作家が自分たちの技術を本当に理解していなかったからに他ならない。

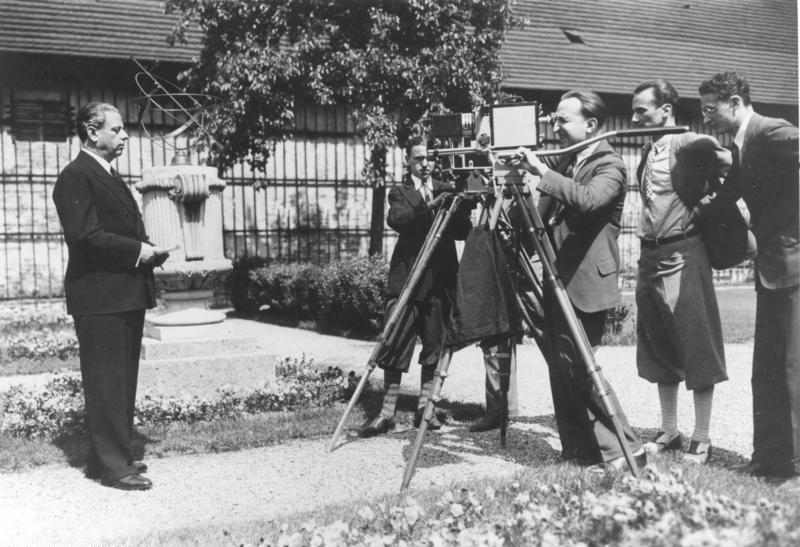
自宅の庭で撮影するマックス・ラインハルト 1930年

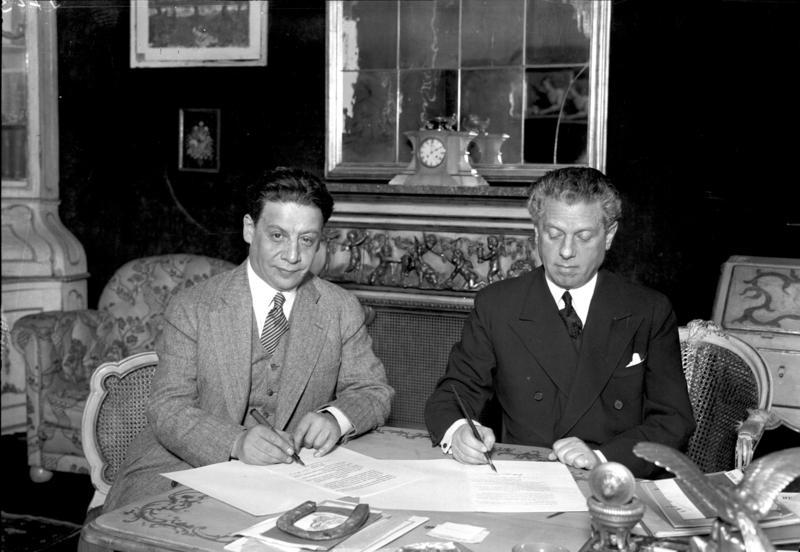
ベルリンで米国映画プロデューサーのカーティス・メルニッツと映画契約を交わすマックス・ラインハルト 1930年

### 映画経歴
ラインハルトは、同時代の多くの演劇人よりも映画という媒体に興味を持っていた。監督として自身の作品を制作し、時にはプロデューサーとしても活躍。映画のための最初の作品は、『スムルン（Sumurûn）』（1910年）である。その後、ウィーンに映画会社を設立し、文学映画化された『ダス・ミラケル（Das Mirakel）』（1912年）を監督することになっていた。1912年にウィーンのロトゥンデで上映されたこの奇跡の演出について論争が巻き起こった後、ラインハルトはこのプロジェクトから撤退した。脚本の作者でありラインハルトの友人であり親交のあったカール・グスタフ・フォルメラーは、ベルリンのプロデューサーであるヨーゼフ・メンヒェンと相談して、フランス人監督のミシェル・カレに、始まっていた本作の監督を手配し、彼の脚本通りに仕上げた。
1913年、ラインハルトはパウル・ダフィットソンのベルリンの映写会社「ユニオン」（PAGU）と契約を結んだ。200.000 Reichsmark（1.085.597ユーロ）の料金で、彼はイタリアのプロダクションの無声映画を撮影した。彼の友人であるカール・グスタフ・フォルメラーの作品である『恵みの島（Die Insel der Seligen）』と『あるヴェネツィアの夜（Eine venezianische Nacht）』。ラインハルトは、両作品ともカメラマンのカール・フロイントに多くを要求し、月明かりの中のラグーンのような特殊なショットも要求している。
『恵みの島』は、特にラインハルトが「表現の明瞭さと表情のアニメーション性をより重視した」点で批評家から賞賛された。エロティックな演技スタイルが際立つ本作は、一部は海の神やニンフ（ニュンペー）、ファウナが登場し、役者が裸で登場する古代を舞台に、一部は厳しい風習に合わせた現代を舞台にしている。俳優の多くはベルリン出身で、当時の無声映画でよく見られたように、過去と現在の二役を演じなければならなかった。このように、ヴィルヘルム・ディーゲルマンとヴィリー・プラガーは、ブルジョワの父親と海の神々を演じ、エルンスト・マトライは独り者とファウヌスを演じた。レオポルディーネ・コンスタンチンはキルケーを演じている。しかし、この映画の大部分は検閲で削られている。ヌードシーン以外にも、「巨匠の手によって撮影された初のセックスシーン」がある。
『あるヴェネツィアの夜』（1914年）には、ドイツ劇場の俳優も出演している。花嫁役のマリア・カルミ、見知らぬ青年アルフレート・アーベル、エルンスト・マトライは今回ラインハルトからアンセルムスとピピストレロの役を得た。ヴェネツィアの鉄道駅で始まった撮影は、ドイツ語を話す映画製作者に対するヴェネツィア人の熱狂的な態度がエスカレートし、撮影装置に飛び乗って撮影を阻止するほどだった。しかし、警察が到着すると、逮捕されたのはトラブルメーカーではなく、フィルムメーカーだった。ドイツ領事が介入して初めて、警察の立会いのもとで撮影が継続され、完了することができた。
1935年、ラインハルトはアメリカで唯一の映画『真夏の夜の夢（Ein Sommernachtstraum）』をウィリアム・ディターレと共に監督した（映画音楽はフェリックス・メンデルスゾーン・バルトルディを原作としたエーリヒ・ヴォルフガング・コルンゴルントが担当）。ワーナー・ブラザースの映画は、多額の費用をかけて製作され、スターを大勢起用したが、興行的にはほとんど成功しなかった。この間、ラインハルトは本作でデビューしたオリヴィア・デ・ハヴィランドも発掘している。しかし、彼の映画は演劇作品に強く影響を受けていた。彼は劇場の様式化の概念を映画に転嫁しすぎて、自分の表現手段を創造的に使う方法を知らなかったために、彼の映画は批評家や観客に冷遇されるだけのものになってしまった。
他の多くの舞台監督が「エンターテインメント」として「映画（Kintopp）」を考えていたのとは対照的に、ラインハルトは俳優に映画のために働くよう奨励した。 ベルリンに演技学校、ウィーンにマックス・ラインハルト・ゼミナールを設立し、多くの卒業生が映画界で活躍している。ラインハルトが創設したベルリンのカバレット「シャルル・ウント・ラウフ（Schall und Rauch）」のアンサンブルに所属していた俳優（トゥルーデ・ヘスターベルク、ローザ・ファレッティなど）も重要視されていた。

## 名誉

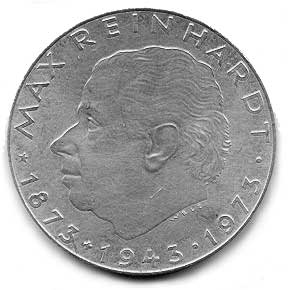
オーストリア共和国（1973年）の25シリング記念コイン（シルバー）、表側

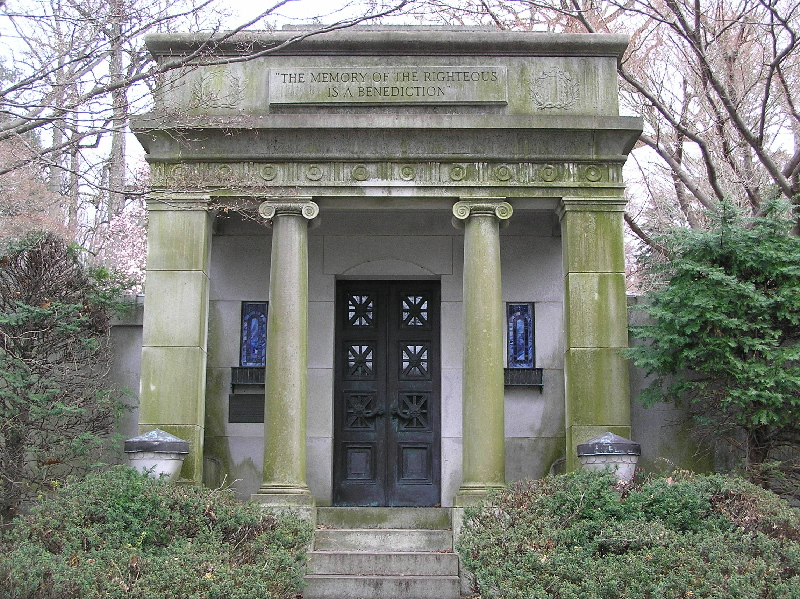
ウエストチェスターヒルズ墓地のラインハルト廟 2006年

### 受章等
- 1909 コーブルク公爵が授与する教授職
- 1912 レジオンドヌール勲章の騎士
- 1918 貴族への昇格を提案。 ハプスブルク君主制の終結により、決定はなされなかった[30]
- 1930 フランクフルト大学およびキール大学名誉博士号
- 1930 デンマーク・ダンネブロ勲章2等司令官
- 1933 オックスフォード大学の名誉博士号

### マックスラインハルトにちなんで名付けられたもの
- 1947 ベルリン・ミッテのラインハルトシュトラーセ（旧カールシュトラーセの名称変更）
- 1949 ウィーンのペンツィング地区にあるマックスラインハルトガッセ
- ベルリン-ヘラースドルフのマックスラインハルトギムナジウム（学生数の減少により2008年に閉鎖）
- 2001 小惑星 （16705）ラインハルト

### 切手
オーストリア (1973)、ドイツ連邦郵便局ベルリン (1957)、ドイツ民主共和国 (1973) 、ドイツ連邦郵便局 (1993) が記念切手を発行している。

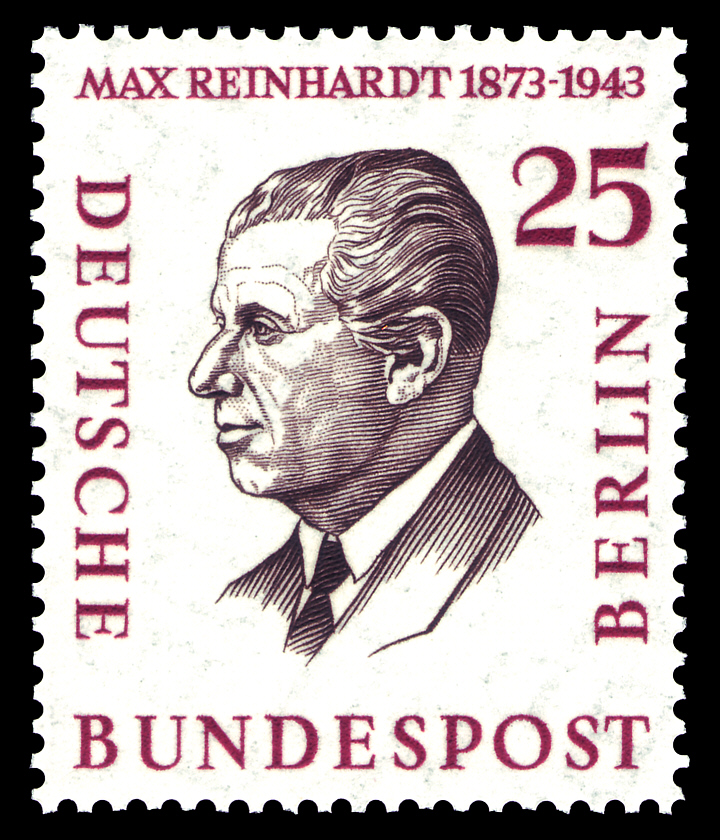
25-Pf-記念切手 ドイツ連邦郵便局ベルリン 「ベルリンの歴史の中の男たち」シリーズ (1957)

### 彫像

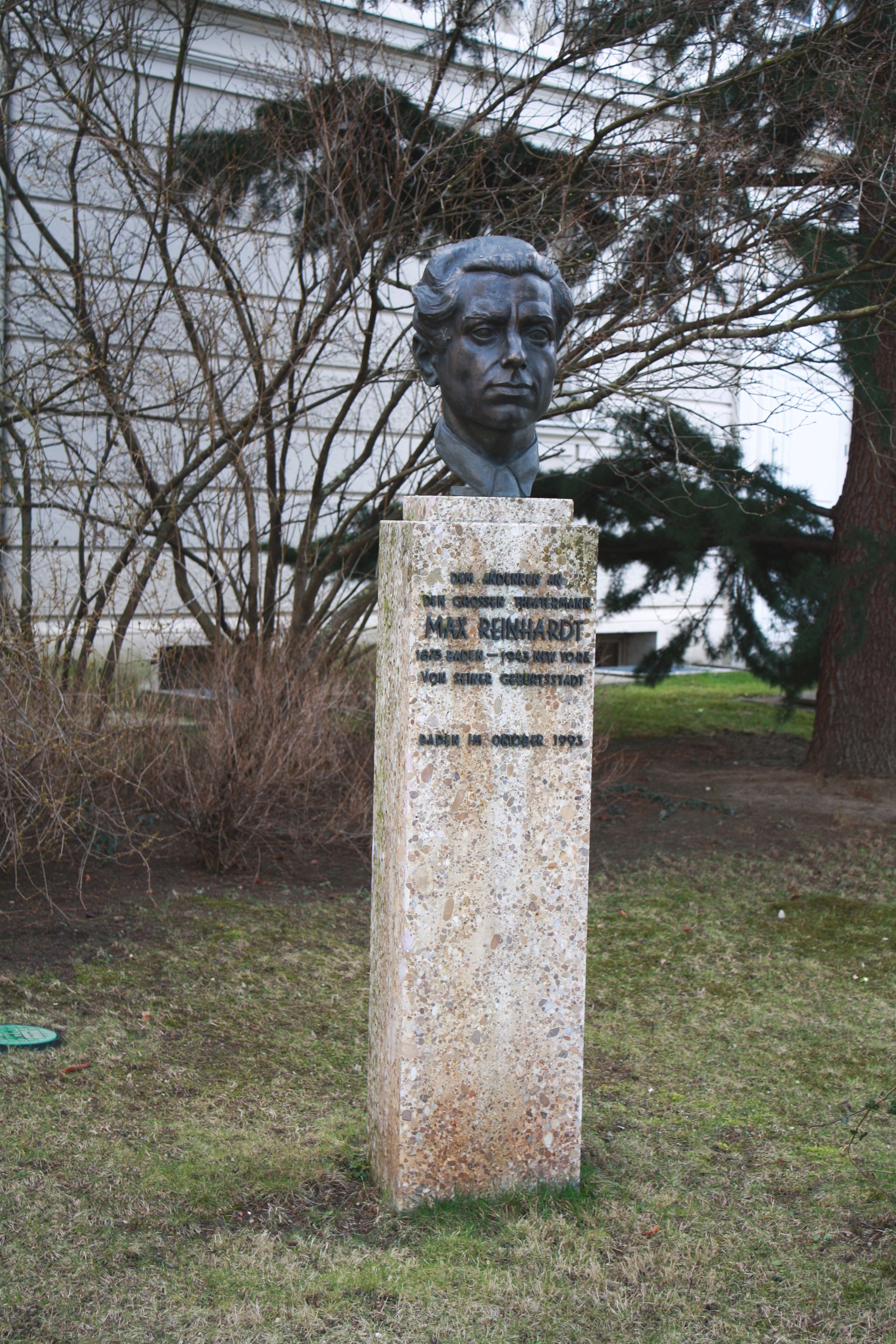
バーデン市立劇場の胸像（ニーダーエスターライヒ州）
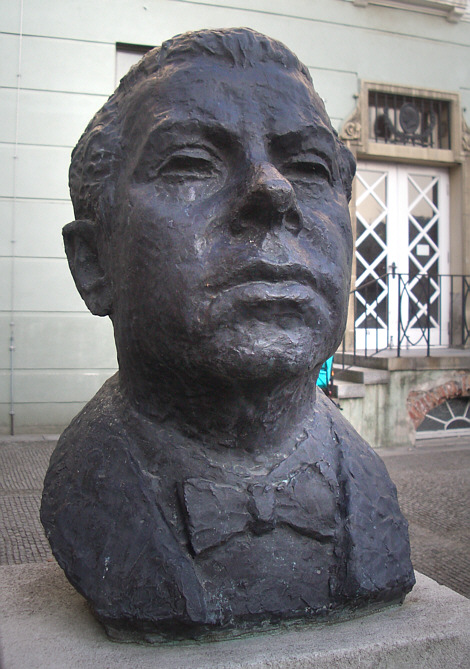
マックス＝ラインハルト＝記念像 ベルリン・ドイツ劇場
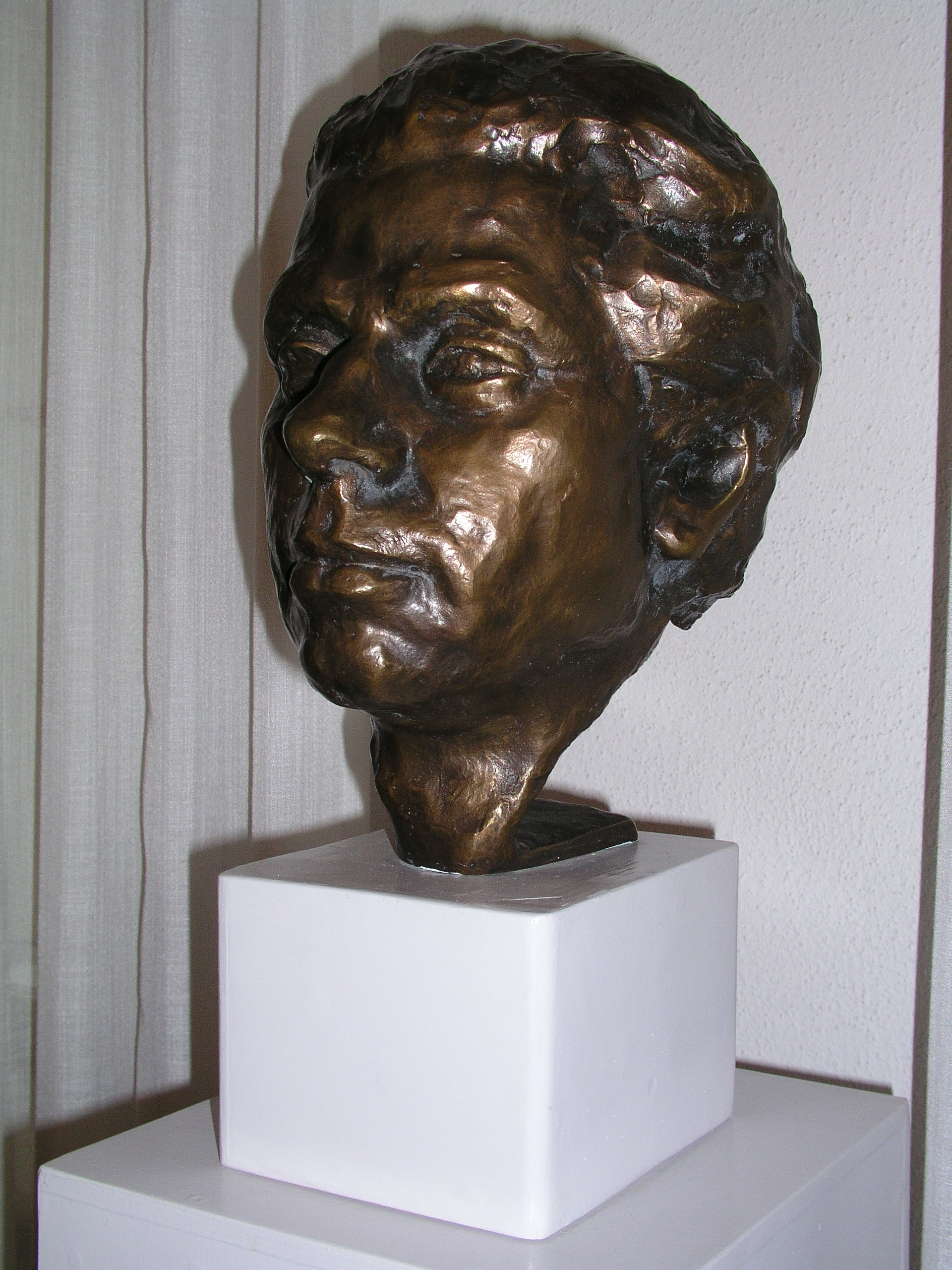
マックス・ラインハルトの彫像 マグナス・ハウスの展示室

### 記念プレート

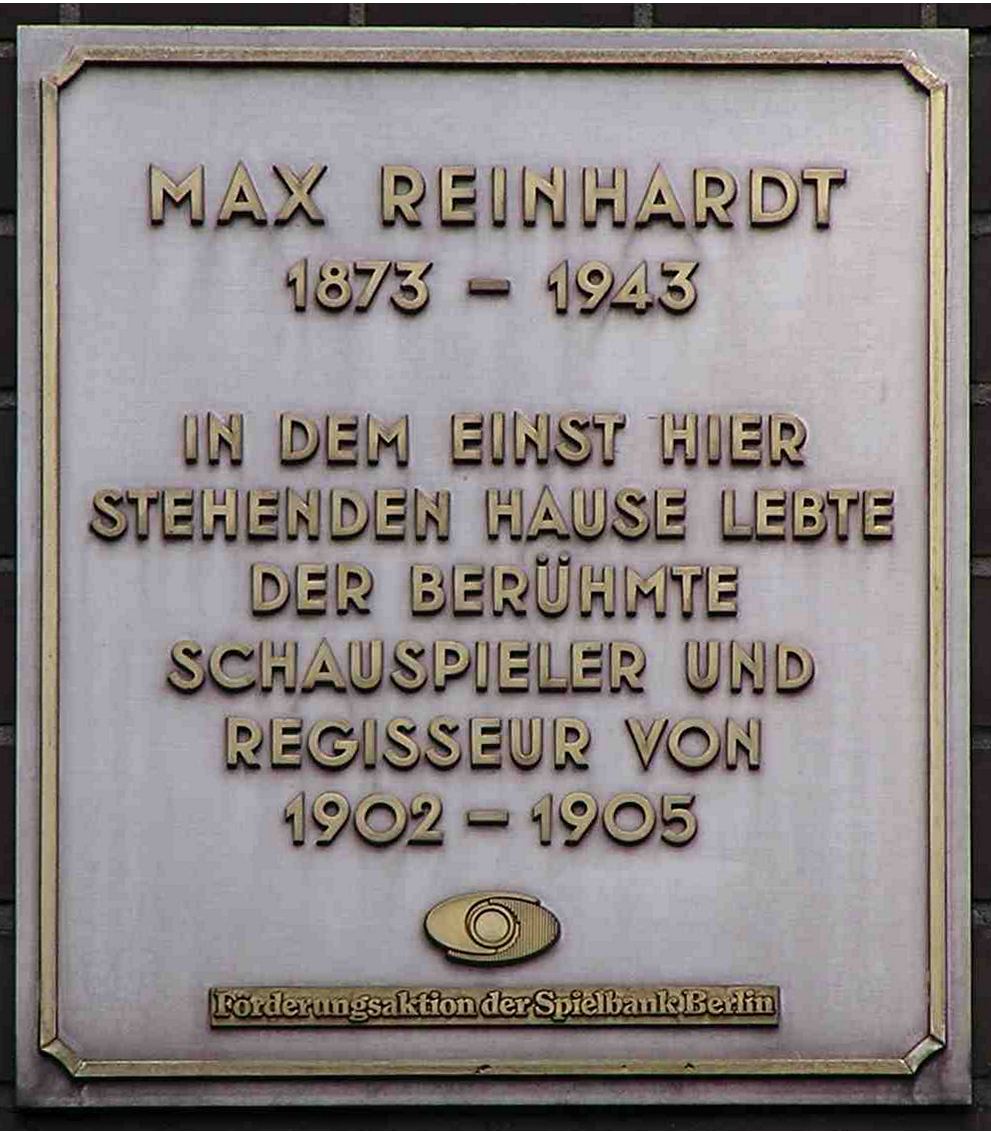
記念プレート am Haus Fontanestraße 8 in Berlin-Grunewald
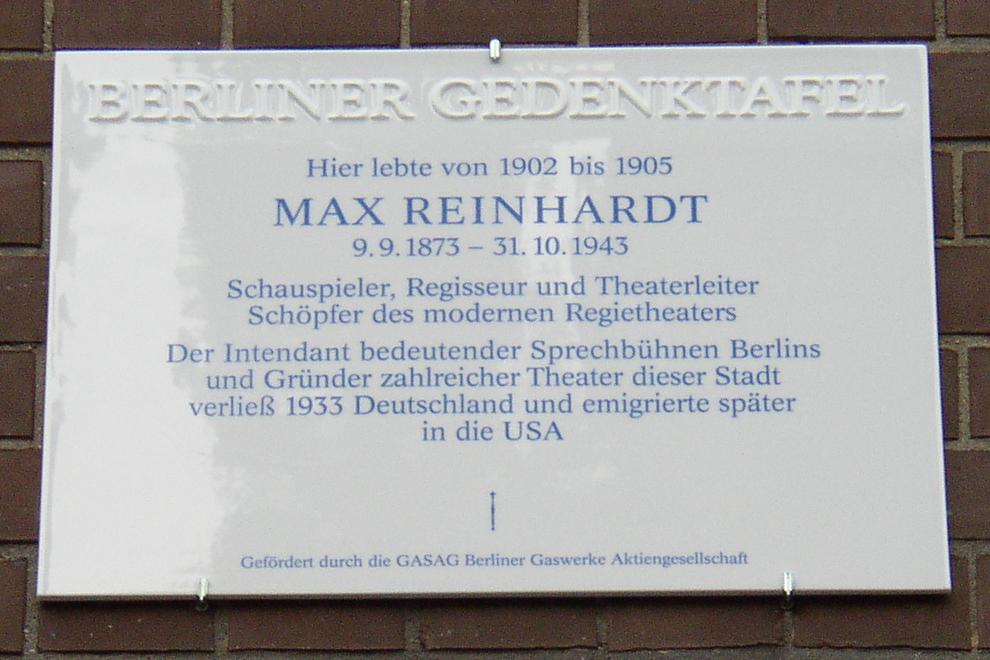
ベルリンの記念プレート am Haus Fontanestraße 8 in Berlin-Grunewald
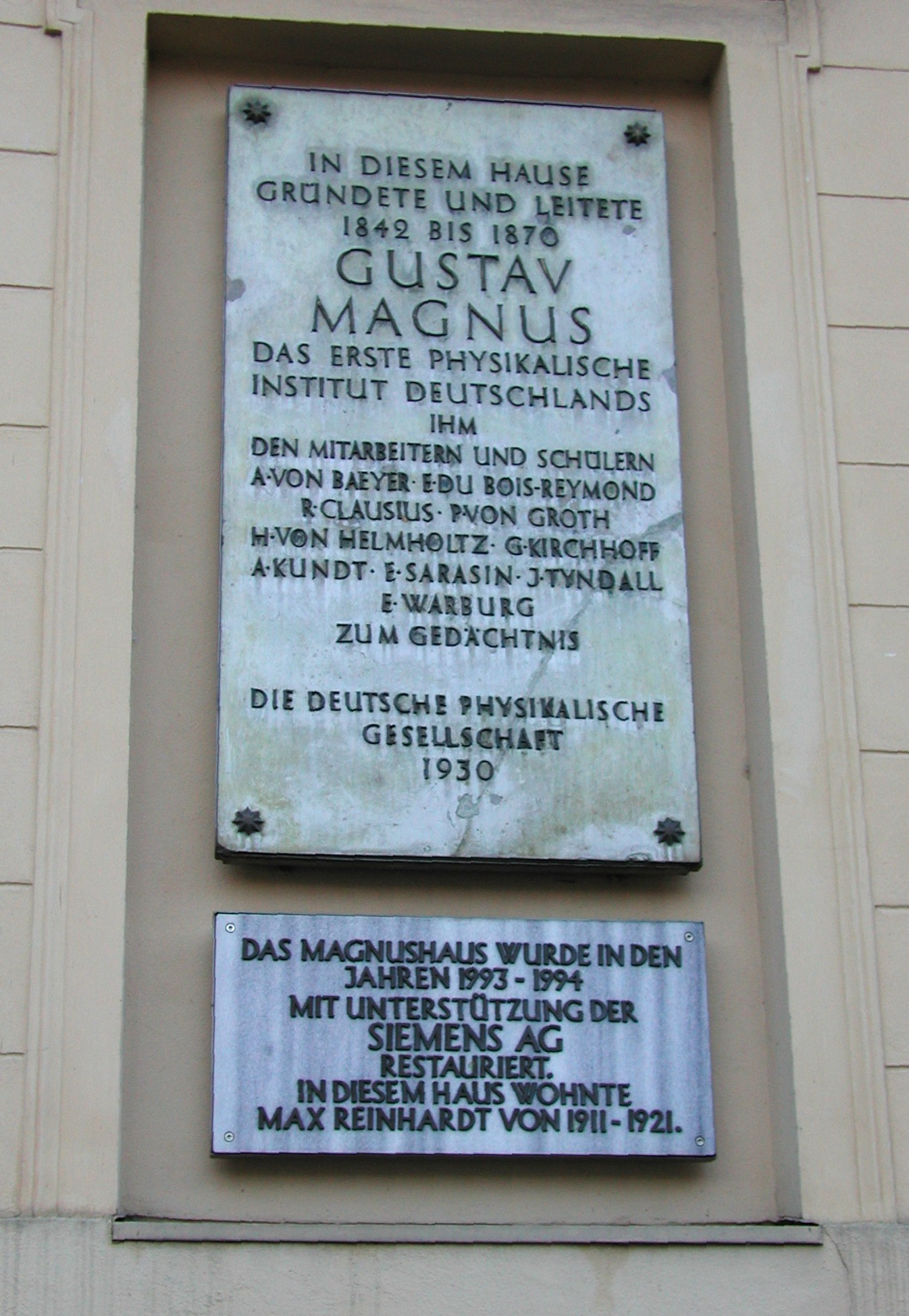
記念プレート am Magnushaus in ベルリン＝ミッテ
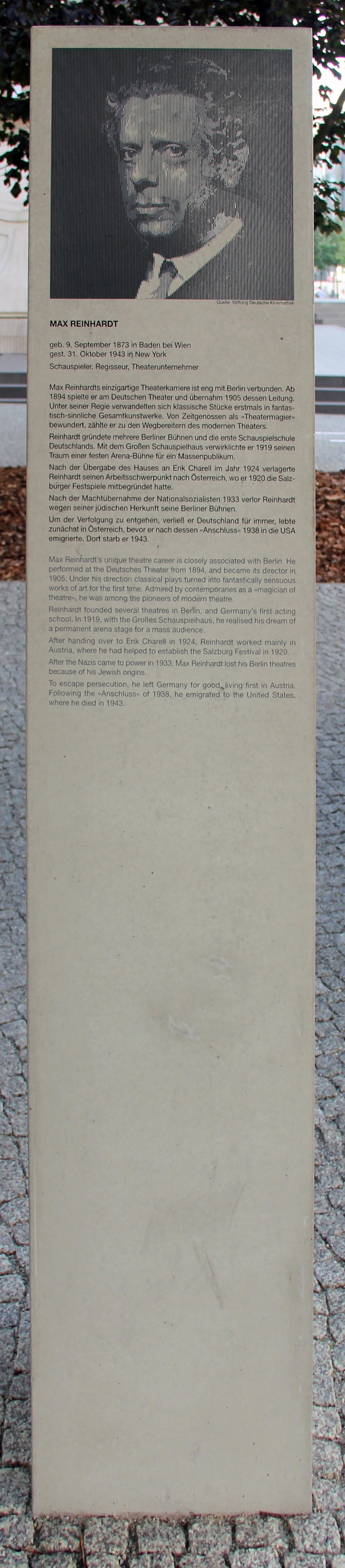
マックス・ラインハルト, Friedrichstraße 107, ベルリン＝ミッテ
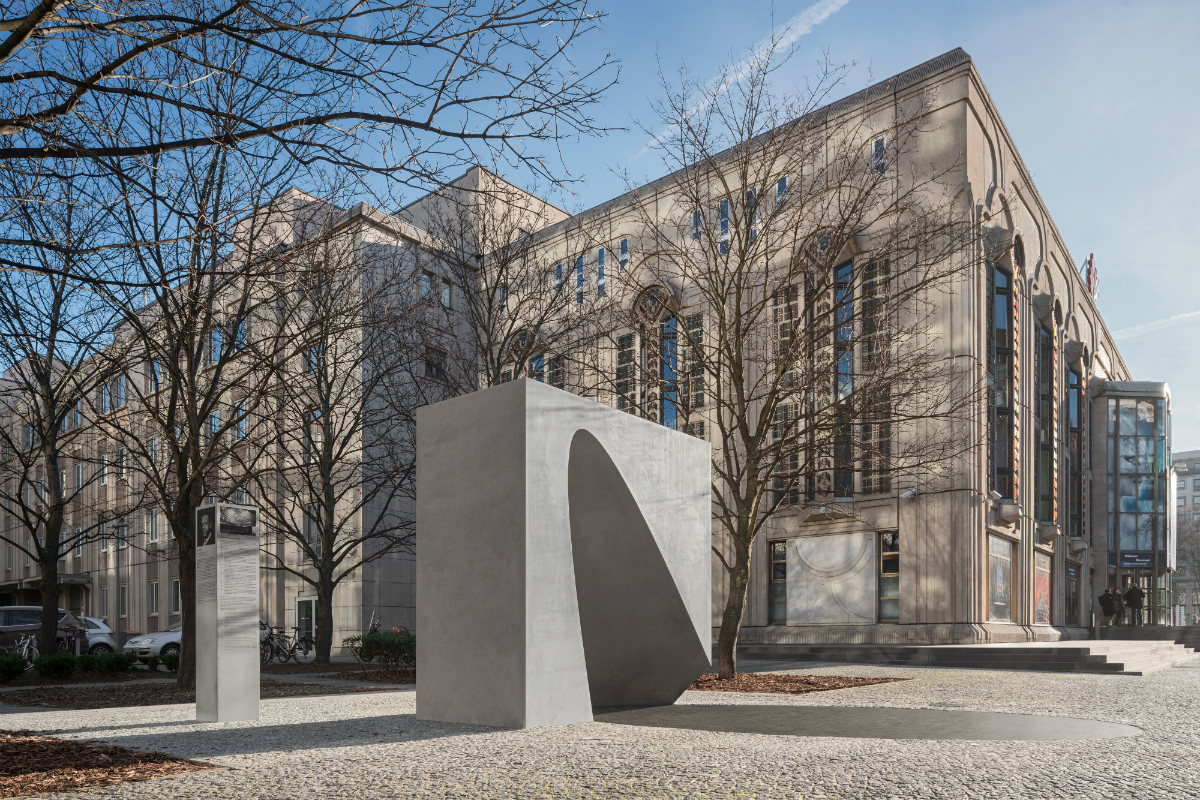
フリードリヒシュタット・パラストの創立者のための記念碑 ベルリン＝ミッテ
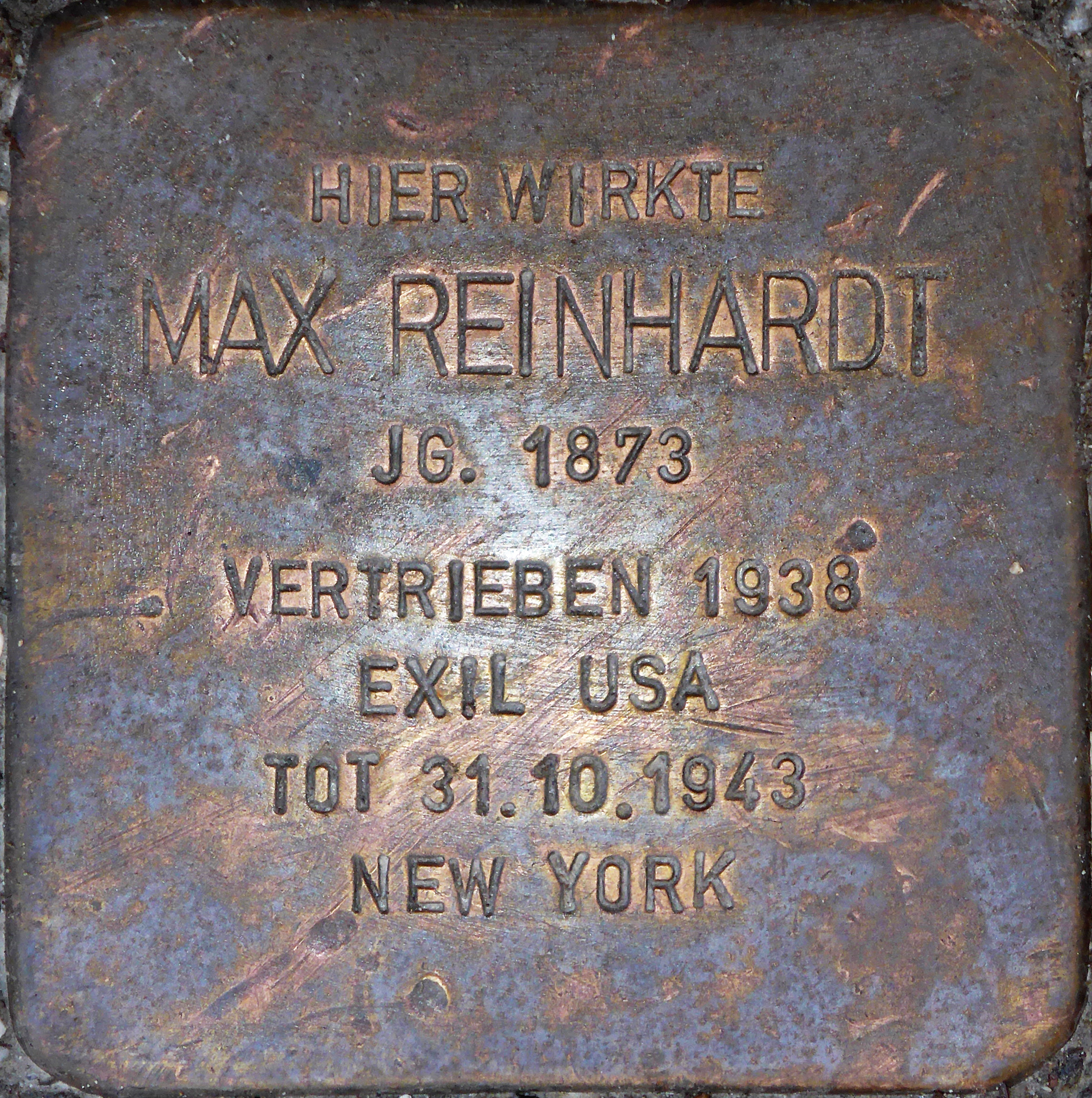
嵌め込み石：ザルツブルクのレオポルトスクロン宮殿(Leopoldskronstraße 56–58)

## 著書
- Ausgewählte Briefe, Reden, Schriften und Szenen aus Regiebüchern. Herausgegeben von Franz Hadamowsky. Hollinek, Wien 1963.
- Ich bin nichts als ein Theatermann. Briefe, Reden, Aufsätze, Interviews, Gespräche. 編 von Hugo Fetting. Henschel, Berlin 1989.
- Leben für das Theater. Schriften und Selbstzeugnisse. 編 von Hugo Fetting. Argon, Berlin 1991.
- Regiebuch zu Hugo von Hofmannsthals "Jedermann". Band I: Faksimile. Hg. vom Salzburger Festspielfonds. Band II: Edition & Kommentare. Hg. von Harald Gschwandtner, Evelyn Annuß, Edda Fuhrich und Norbert Christian Wolf für den Salzburger Festspielfonds. Hollitzer Verlag, Wien 2020 ISBN 978-3-99012-622-6.

## 映画
- 『恵みの島』（1913年）
- 『あるヴェネツィアの夜』（1914年）
- 『真夏の夜の夢』（1935年）

## こぼれ話
ロミー・シュナイダーは、1981年4月23日のシュテルンとの有名なインタビューによると、「マックス・ラインハルトから俳優へのスピーチの言葉に従って、いつもメモを持ち歩いている。"幼少期をポケットに入れて逃げろ。それしかないんだから"」
しかし、これはラインハルトの1928年の「俳優たちへのスピーチ」からの不正確な引用だった。「私は"劇場の不滅性 "を信じています。幼少期を密かにポケットに入れて、それを人生の終わりまで遊び続ける人たちにとっては、最も幸せな隠れ家になるのですから"」